# Pallone d'oro 2022
Il Pallone d'oro 2022 è stato consegnato il 17 ottobre 2022 a Parigi ed è stato vinto da Karim Benzema, al primo successo nella storia del riconoscimento. Come nell'edizione precedente, sono stati assegnati il Pallone d'oro femminile, il Trofeo Kopa e il Trofeo Jašin, vinti rispettivamente da Alexia Putellas, Gavi e Thibaut Courtois. Sono stati assegnati anche il Premio Sócrates e il Trofeo Müller, andati rispettivamente a Sadio Mané e Robert Lewandowski. Il premio al miglior club è stato vinto dal Manchester City.
Per la prima volta, il riconoscimento non ha tenuto in considerazione le prestazioni nell'anno solare, ma quelle nella stagione sportiva  (calcolata dal 1º agosto 2021 al 31 luglio 2022).

## Pallone d'oro

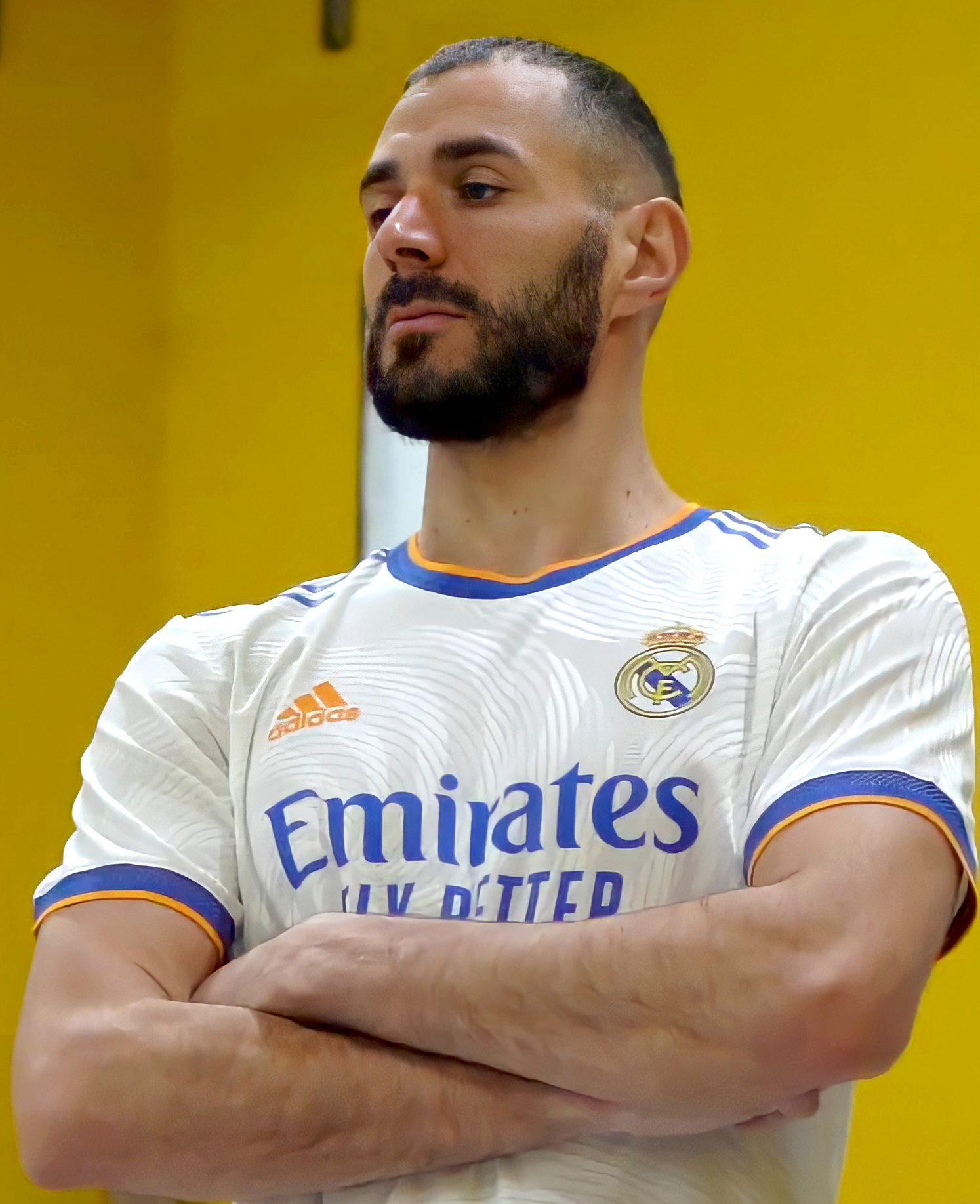
Karim Benzema, vincitore del Pallone d'oro.

I 30 candidati alla vittoria finale sono stati resi noti il 12 agosto 2022. Il vincitore è stato annunciato il 17 ottobre successivo.

## Pallone d'oro femminile

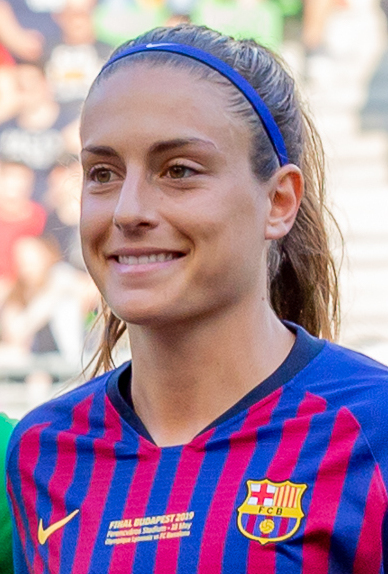
Alexia Putellas, vincitrice del Pallone d'oro femminile.

Le 20 candidate alla vittoria finale sono state rese note il 12 agosto 2022.

## Trofeo Kopa

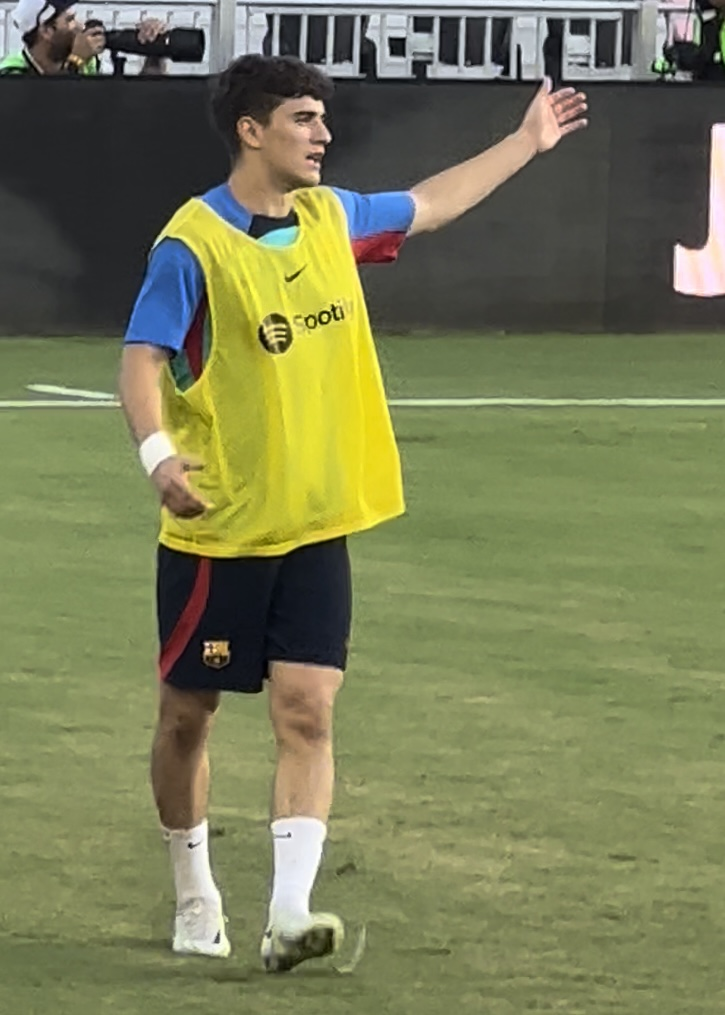
Gavi, vincitore del Trofeo Kopa

I 10 candidati alla vittoria finale sono stati resi noti il 
13 agosto 2022.

## Trofeo Jašin

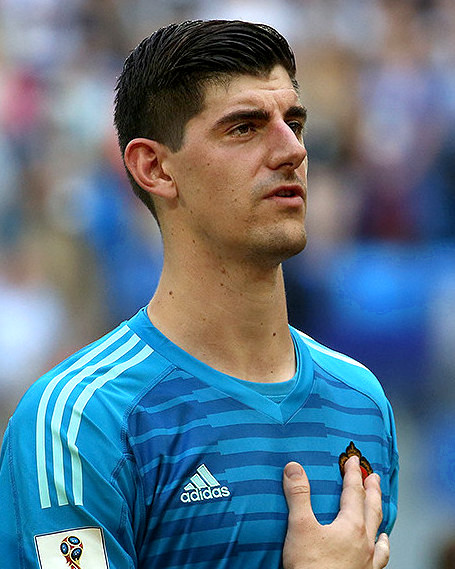
Thibaut Courtois, vincitore del Trofeo Jašin.

I 10 candidati alla vittoria finale sono stati resi noti il 12 agosto 2022.